# Jasień (powiat Staszowski)
Jasień is een dorp in het Poolse woiwodschap Święty Krzyż, in het district Staszowski. De plaats maakt deel uit van de gemeente Staszów en telt 151 inwoners.